# Indie pop
Indie pop là một thể loại thuộc alternative rock được hình thành tại Anh Quốc vào giữa thập niên 1980, bắt nguồn từ các ban nhạc post-punk người Scotland trong hãng thu âm Postcard Records vào đầu thập niên 1980 (Josef K và Orange Juice) và ban nhạc độc lập Anh Quốc nổi danh vào giữa thập niên 1980, the Smiths. Indie pop được lấy cảm hứng từ nguyên tắc DIY từ dòng nhạc punk và có liên quan đến hệ tư tưởng Funk, tạo nên một hệ thống trang mạng tạp chí, hãng thu âm độc lập, hộp đêm và sân khấu. Indie pop có phạm vi nhiều giai điệu, ít gắt gao và cảm giác lo lắng hơn indie rock.
Cụm từ "indie" đôi lúc được sử dụng để chỉ những nghệ sĩ thuộc các hãng thu âm độc lập (hay chỉ chính các hãng thu âm độc lập) nhưng thời điểm chủ chốt khi cái tên "indie pop" được dùng để chỉ một thể loại âm nhạc là khi C86 ra mắt vào năm 1986. Thể loại bao gồm nhiều nghệ sĩ như Primal Scream, the Pastels và the Wedding Present; với "indie" nhanh chóng trở thành cụm từ chỉ thể loại được quy ước nhận diện bởi nhạc cụ guitar jangling, tình yêu dòng nhạc pop thập niên 1960 và cấu trúc giai điệu của power pop (thể loại này ban đầu được gọi bằng tên của album "C86")
Từ giữa đến cuối thập niên 80, thể loại này tuy bị chỉ trích vì sự liên kết với "shambling" (một thể loại được đặt bởi John Peel,) và underachievement, nhưng đến nay vẫn được xem như là khoảnh khắc then chốt của dòng nhạc độc lập tại Anh Quốc và tiếp tục có một lượng nhạc sĩ lớn mạnh noi theo và lấy cảm hứng trên toàn cầu.